# 兰斯·克温
兰斯·迈克尔·克温（1960年11月6日—2023年1月24日），美国演员，1970年代以童星身份出道，是电视剧《James at 15》及电视电影《最孤独的长跑者》、撒冷镇》中的主角。

## 早年生活与职业生涯
克温的幼年时期主要在加利福尼亚州的埃爾西諾湖度过，父亲是一名表演教练，使得克温得以阅读各种剧本。他的母亲起初也是一名演员，后来转行从事人才中介。克温在家中的五个男孩中排行最小，其中一个哥哥沙恩曾经当过他的替身。
1970年代，克温出演了大量电视电影及电视剧。英国电影协会时任会长约翰·霍姆斯特罗姆曾表示他可能是70年代末美国少年演员中的领军人物，并称他颇具“作为演员的敏感性”。克温风格严肃，经常扮演身处困境的角色。
1985年，克温出演了《神话剧场》中的《冰雪女王》一集，该集是对安徒生同名童话的复述。

## 个人生活与逝世
克温与第一任妻子克里斯汀·兰斯代尔育有一个女儿，与第二任妻子伊冯娜·克温育有四个孩子。他曾于1990年代中叶宣布退出演艺圈，后于2022年复出。
2010年7月，有报导称克温在夏威夷的加尔文教堂担任牧师，并且还是该教堂下属的一个毒品及酒精康复服务组织的负责人。报导还称克温和妻子通过伪造文件的方式骗取在夏威夷的医疗援助，但事实上克温在美国本土拥有三家房产的所有权。克温最终被判处三年缓刑及300小时社区服务，并就此事公开道歉。
2023年1月24日，克温因缺血性心脏病及动脉粥样硬化去世。